# 唐睿康
唐睿康，浙江大学生物物质与信息调控研究中心主任，主要从事生物矿化与生物材料等方面的研究工作。入选中华人民共和国教育部第七批"长江学者"特聘教授，曾就读于南京大学强化部。